# Taekwondo op de Olympische Zomerspelen 2012
Taekwondo is een van de sporten die beoefend werden tijdens de Olympische Zomerspelen 2012 in Londen. De wedstrijden vonden van 8 tot en met 11 augustus plaats in het London ExCeL International Exhibition Centre.

## Kwalificatie
Aan de wedstrijden mochten 128 taekwondoka's deelnemen, zowel 64 mannen als 64 vrouwen, gelijkelijk verdeeld over de acht gewichtsklassen. In iedere gewichtsklasse kwamen zodoende 16 taekwondoka's aan de start.
Ieder land mocht maximaal vier deelnemers afvaardigen, twee per geslacht. Elk land kon dus maximaal in de helft van alle gewichtsklassen deelnemen. Vier plaatsen werden gereserveerd voor het gastland Groot-Brittannië en vier plaatsen werden verdeeld door de Olympische tripartitecommissie. De overige 120 plaatsen werden verdeeld via diverse kwalificatietoernooien, waarin taekwondoka's quotaplaatsen konden verdienen voor hun land, maar niet voor henzelf.

### Kwalificatietoernooien
| Toernooi                                   | Datum               | Locatie   | Plaatsen |
| ------------------------------------------ | ------------------- | --------- | -------- |
| Mondiaal kwalificatietoernooi              | 30 juni-3 juli 2011 | Bakoe     | 3        |
| Oceanisch kwalificatietoernooi             | 11 september 2011   | Nouméa    | 1        |
| Aziatisch kwalificatietoernooi             | 4-6 november 2011   | Bangkok   | 3        |
| Pan-Amerikaans kwalificatietoernooi        | 18-20 november 2011 | Querétaro | 3        |
| Afrikaans kwalificatietoernooi             | 11-12 januari 2012  | Port Said | 2        |
| Europees kwalificatietoernooi              | 27-29 januari 2012  | Kazan     | 3        |
| Gastland of Olympische tripartitecommissie | 9 juli 2012         | -         | 1        |
| TOTAAL                                     |                     |           | 16       |

## Programma
Taekwondo op de Olympische Zomerspelen omvat zowel bij de mannen als de vrouwen vier gewichtsklassen. Er waren dus acht gouden medailles te verdelen. De wedstrijden vonden dagelijks plaats van 10:00 tot 00:15 uur (MEZT).
| tot 58 kg   | tot 49 kg   | Goud · Goud |             |             |             | 2 |
| tot 68 kg   | tot 57 kg   |             | Goud · Goud |             |             | 2 |
| tot 80 kg   | tot 67 kg   |             |             | Goud · Goud |             | 2 |
| boven 80 kg | boven 67 kg |             |             |             | Goud · Goud | 2 |
| Totaal      | Totaal      | 2           | 2           | 2           | 2           | 8 |

## Medailles

### Mannen
| Onderdeel          | Goud | Goud                 | Zilver | Zilver                   | Brons   | Brons                             |
| ------------------ | ---- | -------------------- | ------ | ------------------------ | ------- | --------------------------------- |
| Klasse tot 58 kg   | ESP  | Joel González        | KOR    | Lee Dae-hoon             | RUS COL | Aleksej Denisenko Óscar Muñoz     |
| Klasse tot 68 kg   | TUR  | Servet Tazegül       | IRI    | Mohammad Bagheri Motamed | USA AFG | Terrence Jennings Rohullah Nikpai |
| Klasse tot 80 kg   | ARG  | Sebastián Crismanich | ESP    | Nicolás García           | GBR ITA | Lutalo Muhammad Mauro Sarmiento   |
| Klasse boven 80 kg | ITA  | Carlo Molfetta       | GAB    | Anthony Obame            | CUB CHN | Robelis Despaigne Liu Xiaobo      |

### Vrouwen
| Onderdeel          | Goud | Goud             | Zilver | Zilver          | Brons   | Brons                                 |
| ------------------ | ---- | ---------------- | ------ | --------------- | ------- | ------------------------------------- |
| Klasse tot 49 kg   | CHN  | Wu Jingyu        | ESP    | Brigitte Yagüe  | THA CRO | Chanatip Sonkham Lucija Zaninović     |
| Klasse tot 57 kg   | GBR  | Jade Jones       | CHN    | Hou Yuzhuo      | FRA TPE | Marlène Harnois Tseng Li-Cheng        |
| Klasse tot 67 kg   | KOR  | Hwang Kyung-seon | TUR    | Nur Tatar       | GER USA | Helena Fromm Paige McPherson          |
| Klasse boven 67 kg | SRB  | Milica Mandić    | FRA    | Caroline Graffe | RUS MEX | Anastasia Barisjnikova María Espinoza |

### Medaillespiegel
| Plaats | Land             | NOC    | Goud | Zilver | Brons | Totaal |
| ------ | ---------------- | ------ | ---- | ------ | ----- | ------ |
| 1      | Spanje           | ESP    | 1    | 2      | 0     | 3      |
| 2      | China            | CHN    | 1    | 1      | 1     | 3      |
| 3      | Turkije          | TUR    | 1    | 1      | 0     | 2      |
| 3      | Zuid-Korea       | KOR    | 1    | 1      | 0     | 2      |
| 5      | Groot-Brittannië | GBR    | 1    | 0      | 1     | 2      |
| 5      | Italië           | ITA    | 1    | 0      | 1     | 2      |
| 7      | Argentinië       | ARG    | 1    | 0      | 0     | 1      |
| 7      | Servië           | SRB    | 1    | 0      | 0     | 1      |
| 9      | Frankrijk        | FRA    | 0    | 1      | 1     | 2      |
| 10     | Gabon            | GAB    | 0    | 1      | 0     | 1      |
| 10     | Iran             | IRI    | 0    | 1      | 0     | 1      |
| 12     | Rusland          | RUS    | 0    | 0      | 2     | 2      |
| 12     | Verenigde Staten | USA    | 0    | 0      | 2     | 2      |
| 14     | Afghanistan      | AFG    | 0    | 0      | 1     | 1      |
| 14     | Chinees Taipei   | TPE    | 0    | 0      | 1     | 1      |
| 14     | Colombia         | COL    | 0    | 0      | 1     | 1      |
| 14     | Cuba             | CUB    | 0    | 0      | 1     | 1      |
| 14     | Duitsland        | GER    | 0    | 0      | 1     | 1      |
| 14     | Kroatië          | CRO    | 0    | 0      | 1     | 1      |
| 14     | Mexico           | MEX    | 0    | 0      | 1     | 1      |
| 14     | Thailand         | THA    | 0    | 0      | 1     | 1      |
| Totaal | Totaal           | Totaal | 8    | 8      | 16    | 32     |